# Eteone californica
Eteone californica är en ringmaskart som beskrevs av Hartman 1936. Eteone californica ingår i släktet Eteone och familjen Phyllodocidae. Inga underarter finns listade i Catalogue of Life.